# Judo na Igrzyskach Wspólnoty Narodów 1990
Turniej judo na Igrzyskach Wspólnoty Narodów 1990 odbył się w Auckland, w dniach 30 stycznia - 3 lutego, w East Pavilione w kompleksie Auckland Expo Centr.

## Klasyfikacja medalowa
Gospodarz zawodów został zaznaczony kolorem.
| Miejsce | Państwo           |    |    |    | Razem |
| ------- | ----------------- | -- | -- | -- | ----- |
| 1       | Anglia            | 14 | 0  | 2  | 16    |
| 2       | Szkocja           | 1  | 3  | 4  | 8     |
| 3       | Nowa Zelandia     | 1  | 2  | 2  | 5     |
| 4       | Kanada            | 0  | 6  | 5  | 11    |
| 5       | Australia         | 0  | 3  | 6  | 9     |
| 6       | Walia             | 0  | 1  | 4  | 5     |
| 7       | Nigeria           | 0  | 1  | 2  | 3     |
| 8       | Irlandia Północna | 0  | 0  | 2  | 2     |
| .       | Indie             | 0  | 0  | 2  | 2     |
| 10      | Malta             | 0  | 0  | 1  | 1     |
| .       | Wyspa Man         | 0  | 0  | 1  | 1     |
| Razem   | Razem             | 16 | 16 | 31 | 63    |

## Medaliści

### Mężczyźni
| Konkurencja: | Złoto:          | Srebro:               | Brąz:                                 |
| −60kg        | Carl Finney     | Kevin West            | James Charles Narender Singh          |
| −65kg        | Brent Cooper    | Mark Preston          | Mark Adshead Jean Pierre Cantin       |
| −71kg        | Roy Stone       | Majemite Omagbaluwaje | Billy Cusack Colin Savage             |
| −78kg        | David Southby   | Graeme Spinks         | Gavin Kelly Renée-Claude Coté         |
| −86kg        | Densign White   | Winston Sweatman      | Chris Bacon Rajender Dhanger          |
| −95kg        | Raymond Stevens | Dean Lampkin          | Graham Campbell James Kendrick        |
| Ponad 95kg   | Elvis Gordon    | Tom Greenway          | Wayne Watson                          |
| Open         | Elvis Gordon    | Mario Laroche         | Graham Campbell Majemite Omagbaluwaje |

### Kobiety
| Konkurencja: | Złoto:        | Srebro:          | Brąz:                               |
| −48kg        | Karen Briggs  | Helen Duston     | Donna Robertson Julie Reardon       |
| −52kg        | Sharon Rendle | Claire Shiach    | Cathy Grainger-Brain Lisa Griffiths |
| −56kg        | Loretta Doyle | Suzanne Williams | Ann Hughes Moira Sutton             |
| −61kg        | Diane Bell    | Donna Guy        | Mandy Clayton Laurie Pace           |
| −66kg        | Sharon Mills  | Karen Hayde      | Narelle Hill Joyce Malley           |
| −72kg        | Jane Morris   | Alison Webb      | Phillipa Knowles Christy Obekpa     |
| Ponad 72kg   | Sharon Lee    | Geraldine Dekker | Linda Konkol Ruth Vondy             |
| Open         | Sharon Lee    | Jane Patterson   | Nicola Morris Geraldine Dekker      |